# گراهام آدامز
گراهام آدامز (انگلیسی: Graham Adams؛ زادهٔ ۱ مارس ۱۹۳۳) یک بازیکن فوتبال اهل انگلستان بود.